# Calomelano
Il calomelano è un minerale, cloruro mercuroso, appartenente al gruppo omonimo. Fu descritto per la prima volta da Abraham Gottlob Werner nel 1789.

## Etimologia
Il nome deriva dal greco καλός = bello e μέλας = nero.

## Abito cristallino
Cristalli prismatici, bipiramidali e tabulari, geminati secondo {101}.

## Origine e giacitura
Genesi secondaria, in depositi di ossidazione di minerali di mercurio, ha paragenesi con mercurio o cloruri più rari tipo l'eglestonite e cinabro o amalgama.

## Forma in cui si presenta in natura
Cristalli a numerose facce, in incrostazioni, fascicolari e masse terrose.

## Caratteristiche fisico-chimiche
Scurisce a contatto con la luce. Manifesta fluorescenza se illuminato ai raggi ultravioletti color mattone, arancio, rosa o rossa. Annerisce in presenza di KOH; difficilmente solubile dagli acidi, sublima in provetta. Presenta scarsissima solubilità anche in acqua, pertanto è considerato poco tossico.
- Peso molecolare: 472,09 grammomolecole[1].
- Indice di elettroni:5,98g/cm³[1]
- Indice quantico[1]:
  - fermioni: 0,25
  - bosoni:0,75
- Indice di fotoelettricità[1]:
  - PE:1464,64 barn/elettrone
  - ρ:8751,40 barn/cm³
- Indice di radioattività: Grapi: 0 (Il minerale non è radioattivo)[1]

## Utilizzi
È un minerale utile per l'estrazione di mercurio. In elettrochimica veniva impiegato per la fabbricazione di elettrodi di riferimento a potenziale costante.
In medicina, prima che cadesse in disuso, il calomelano veniva usato come purgante energico, come vermifugo o per le fumigazioni o come antiluetico.

## Località di ritrovamento
- In Europa: Monte Avala presso Belgrado (Serbia), associato a cinabro a Moschellandsberg, (Renania-Palatinato, Germania)[2] e ad Almadén (Spagna).
  - In Italia: presso le miniere di Seravezza nelle Alpi Apuane[2] ed alla miniera di Levigliani (Stazzema, Lucca).
- In America: Si trova soprattutto a Terlingua (Texas) e in Messico, ma anche in Nevada ed in California[2].